# Santi Cosma e Damiano al Vivaio

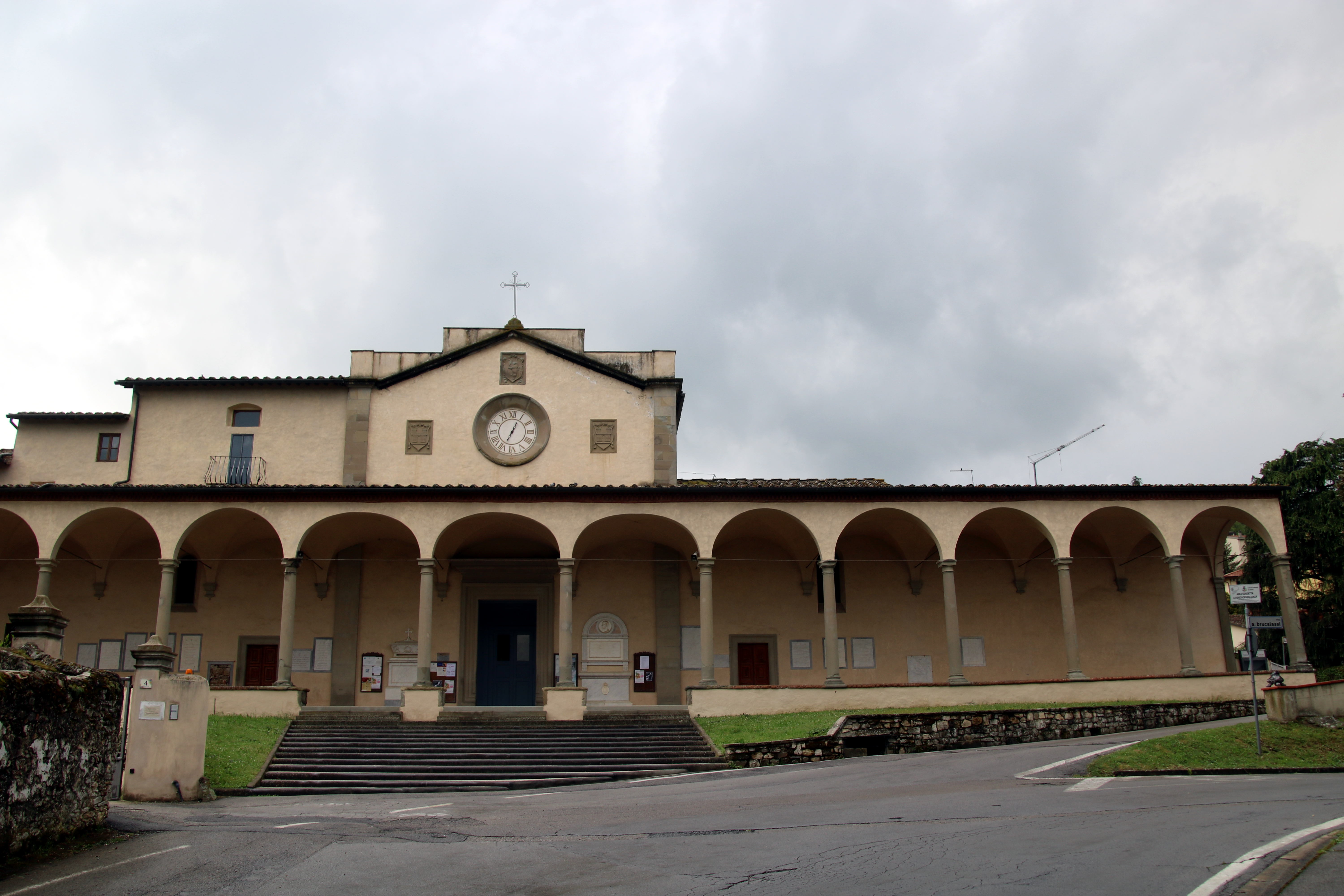
Santi Cosma e Damiano al Vivaio, Fassade

Die Pfarrkirche Santi Cosma e Damiano al Vivaio befindet sich Incisa Valdarno, in der Gemeinde Figline e Incisa Valdarno, die zur Metropolitanstadt Florenz gehört.

## Geschichte
An der Stelle des heutigen Komplexes befand sich seit mindestens 1309 ein Frauenkloster mit einem Oratorium in einem abgelegenen, wasser- und vegetationsreichen Gebiet, das „il Vivaio“ genannt wurde. Im Jahr 1510 übernahmen die Franziskaner das Haus und gründeten ein neues Hospiz. Am 6. Januar 1516 baten sie Papst Leo X., der sich gerade in Incisa aufhielt, um die Erlaubnis zum Bau eines neuen Klosters und einer neuen Kirche, die der Papst unter der Bedingung gewährte, dass sie den Heiligen Kosmas und Damian, den Schutzpatronen der Medici, geweiht würde. Wenige Tage später stiftete die Familie Castellani (die schon seit einiger Zeit in der Gegend ansässig war) das Grundstück für den Bau des neuen Klosters, während die Familie Cambini das neue Bauprojekt finanzierte: Das Kloster wurde mit einem massiven Anbau komplett neu errichtet, und die Kirche wurde zwischen 1516 und 1538 quer zum alten Oratorium errichtet: Sie hatte einen einzigen einschiffigen Raum wie die heutige Kirche, mit dem Unterschied, dass der Chor kleiner war und die heutigen Seitenkapellen fehlten.
1540 ließ der Marchese Simone Capponi das alte Oratorium, das der ersten Kapelle auf der linken Seite entspricht, mit heute nicht mehr erhaltenen Fresken ausstatten, und 1584 wurde aus Gründen der Symmetrie gegenüber eine weitere Kapelle errichtet, die dem Heiligen Kreuz geweiht ist. Im Jahr 1592 wurde der äußere Säulengang, der ursprünglich auf die Breite der Kirchenfassade beschränkt war, auf seine heutige Größe erweitert. Im 20. Jahrhundert wurden die Minderbrüder von den Diözesanpriestern der Fokolarbewegung abgelöst. Von 2004 bis 2012 wurden das gesamte Gebäude und sein künstlerisches Erbe sorgfältig restauriert.
Von außen hat die Kirche ihr Renaissance-Aussehen bewahrt, mit dem breiten und einladenden Säulengang, der für die toskanischen Kirchen zwischen dem 16. und 17. Jahrhundert typisch war, während sich das Innere, vor allem das Kirchenschiff, heute so präsentiert, wie es bei der zwischen 1720 und 1740 nach den Plänen des florentinischen Architekten Giovannozzo Giovannozzi durchgeführten Restaurierung ausgesehen hat: Das Innere wurde im spätbarocken Stil umgestaltet, wobei ein schöner Chor mit geschnitztem Gestühl und eine geschnitzte und vergoldete Cantoria hinzugefügt wurden.

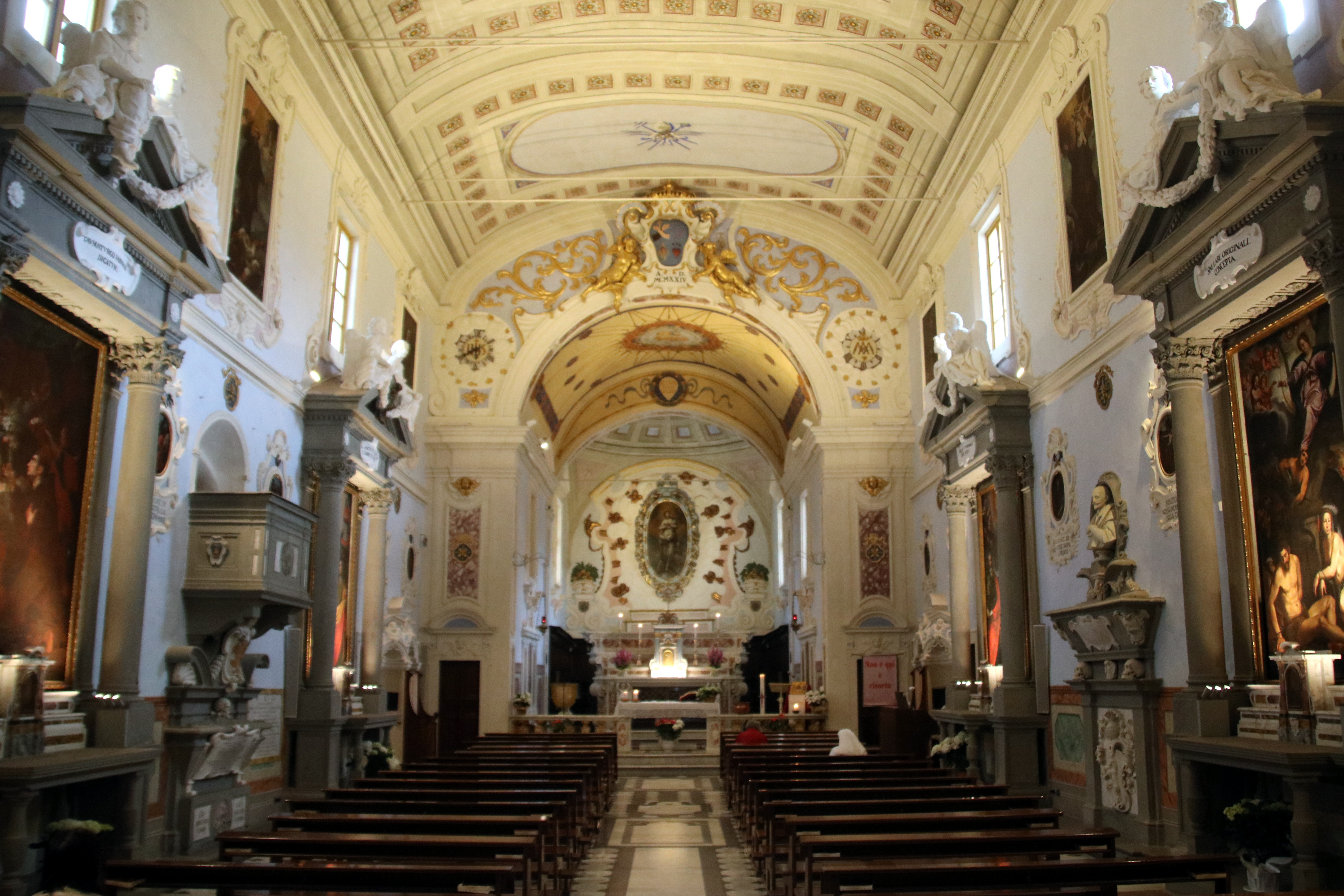
Santi Cosma e Damiano, Innen

## Beschreibung
Wenn man die Kirche betritt, stößt man sofort auf zwei Kapellen auf beiden Seiten. Die rechte Kapelle verdankt ihren Namen dem wertvollen Kruzifix auf dem Altar aus dem frühen 16. Jahrhundert. In der linken Kapelle, die der Madonna geweiht ist und dem gleichnamigen antiken Oratorium entspricht, befindet sich auf dem Altar eine Madonna mit Kind aus polychromer Terrakotta, die von Buggiano nach einem Entwurf von Luca della Robbia geschaffen wurde. Die Skulptur, die wahrscheinlich aus dem früheren Oratorium stammt, ist von einem Gemälde eines unbekannten Künstlers aus dem 17. Jahrhundert umgeben, das Heilige in der Anbetung und Gott Vater darstellt.
Das Kirchenschiff beherbergt vier Altäre aus dem späten 16. Jahrhundert: Auf dem ersten Altar auf der rechten Seite befindet sich die Allegorie der Unbefleckten Empfängnis von Fabrizio Boschi, signiert und datiert 1594, und auf dem ersten Altar auf der linken Seite befindet sich ein Jesuskind, das dem Heiligen Antonius von Padua erscheint, das von Pater Ottaviano dell’Incisa in Auftrag gegeben und 1655 ausgeführt wurde. In der Mitte des Kirchenschiffs befinden sich zwei bemerkenswerte Grabdenkmäler: rechts das von Alfonso Altoviti, der am 18. Februar 1631 in seiner Villa in Bifolcheria verstarb. Das Denkmal wurde zwischen 1631 und 1633 von Francesco Mochi (das Wappen) und Antonio Novelli geschaffen, dessen Originalbüste aus Marmor sich heute in der National Gallery in Ottawa befindet und hier durch eine zeitgenössische Kopie aus weiß bemaltem Pietra Serena ersetzt wurde. An der linken Wand befindet sich das Grabdenkmal von Lorenzo Cambini und seiner Frau Margherita Fabbrini das auf die Jahre 1669–1670 datiert ist und ebenfalls von einem unbekannten Künstler stammt. Die beiden anderen Altäre sind mit anonymen Gemälden aus der ersten Hälfte des 17. Jahrhunderts geschmückt: Der rechte Altar zeigt den auferstandenen Christus mit Engeln zwischen den Heiligen Bernhard und Paulus, der linke die Jungfrau Maria mit den Heiligen Kosmas, Damian, Franziskus und Karl Borromäus. Zwischen 1720 und 1723 wurde die Dekoration nach dem Geschmack des Spätbarocks modernisiert: die Decke wurde Sigismondo Betti anvertraut, der die Himmelfahrt der Jungfrau Maria mit den Heiligen Franziskus, Klara, Antonius von Padua und Johannes dem Evangelisten darstellte. Für den oberen Teil der Wände, zwischen den Fenstern, wurden Gemälde mit franziskanischen Heiligen in kunstvollen Stuckrahmen in Auftrag gegeben, von denen einige Giovanni Andrea Brunori zugeschrieben werden können, wie dokumentarische Quellen belegen, während andere wahrscheinlich von anderen Künstlern stammen. Weiter unten, zwischen den Altären, befindet sich der Kreuzweg, ebenfalls aus dem 18. Jahrhundert, vielleicht von mehreren Künstlern ausgeführt.
Im Presbyterium, das zwischen 1722 und 1723 erweitert wurde, befindet sich in der Mitte der schöne Scagliola-Altar von Gaetano Ansolani aus dem Jahr 1736, der die Reliquienurne von Sant’Alessandro aus dem Jahr 1679 enthält. Dahinter befindet sich der Chor aus dem frühen 16. Jh., der allerdings bei der Erweiterung des Presbyteriums umgebaut wurde. Darüber befindet sich in einem schönen Rahmen ein ovales Gemälde mit der Unbefleckten Empfängnis, das von einem noch nicht identifizierten florentinischen Maler stammt.